# Соскуанйоки (приток Чёрной)
Соскуанйоки (фин. Soskuanjoki) — река в Финляндии и России. Истекает в Финляндии, устье — в России. Левобережный приток Чёрной реки (Мустайоки). Длина реки составляет около 15 км, из них 4 км река протекает по территории России.
Берёт начало восточнее финского города Лаппеэнранта. Течёт на юго-восток. В верхнем и среднем течении по руслу реки проложен Сайменский канал. Пересекает российско-финскую границу северо-западнее пункта пропуска Нуйямаа, протекает по территории Выборгского района Ленинградской области и впадает в Чёрную реку южнее нежилой деревни Сосновское.

## Данные водного реестра
По данным государственного водного реестра России относится к Балтийскому бассейновому округу, водохозяйственный участок реки — Реки и озера бассейна Финского залива от границы РФ с Финляндией до северной границы бассейна р. Нева, речной подбассейн реки — Нева и реки бассейна Ладожского озера (без подбассейна Свирь и Волхов, российская часть бассейнов). Относится к речному бассейну реки Нева (включая бассейны рек Онежского и Ладожского озёр).